# Missouri Army National Guard
La Missouri Army National Guard è una componente della Riserva militare della Missouri National Guard, inquadrata sotto la U.S. National Guard. Il suo quartier generale è situato presso la città di Jefferson City.

## Organizzazione
Dal 2024, sono attivi i seguenti reparti:

### Joint Forces Headquarters
- JFHQ, Army Element
- Counter Drug Task Force - Jefferson City
- 70th Mobile Public Affairs Detachment - Jefferson City
- 135th Support Detachment (Rear Operations Center) - Jefferson City
- 1924th Support Detachment - Jefferson City
- 135th Military History Detachment - Jefferson City
- 429th Judge Advocate General Detachment - Jefferson City
- 7th Civil Support Team (WMD) - Jefferson City

### 35th Engineer Brigade
- Headquarters & Headquarters Company - Fort Leonard Wood
- 1140th Engineer Battalion
  -  Headquarters & Headquarters Company - Cape Girardeau
  -  Forward Support Company - Cape Girardeau
  -  220th Engineer Company (Horizontal) - Festus
  -  1138th Engineer Company (Sapper) - Farmington
  -  1438th Engineer Company (-) (Multi-Role Bridge) - Macon
    - Detachment 1 - Moberly
- 203rd Engineer Battalion
  -  Headquarters & Headquarters Company - Jefferson City
  -  Forward Support Company - Joplin
  -  294th Engineer Company (Support) - Carthage
  -  276th Engineer Company (-) (Vertical) - Pierce City
    - Detachment 1 - Springfield

  - 335th Engineer Platoon (Area Clearance) - Rolla
  -  1135th Engineer Company (Route Clearance) - Richmond
  -  1141st Engineer Company (Sapper) - Kansas City
- 235th Engineer Detachment (Construction Management) - Fort Leonard Wood

### 35th Military Police Brigade
- Headquarters & Headquarters Company' - Jefferson Barracks
- 175th Military Police Battalion
  - Headquarters & Headquarters Detachment - Columbia
  -  1136th Military Police Company (-) - Springfield
    - Detachment 1 - Rolla

  -  1139th Military Police Company - Kansas City
  -  3175th Military Police Company (-) - Warrenton
    - Detachment 1 - Hannibal
- 205th Military Police Battalion
  - Headquarters and Headquarters Detachment - Poplar Bluff
  -  1137th Military Police Company (-) - Kennett
    - Detachment 1 - Jackson

  -  1175th Military Police Company - Saint Clair
- 220th Transportation Battalion
  -  Headquarters & Headquarters Company - Fredericktown
  -  548th Transportation Company (-) (PLS) - Lexington
    - Detachment 1 - Warrensburg

  -  1231st Transportation Company (-) (Medium Truck, Cargo) - Bridgeton
    - Detachment 1 - Columbia

  -  1241st Transportation Company (-) (Medium Truck, Cargo) - Monett
    - Detachment 1 - Anderson

  -  1251st Transportation Company (-) (Medium Truck, Cargo) - Harrisonville
    - Detachment 1 - Nevada

### 110th Maneuver Enhancement Brigade
- Headquarters & Service Company - Kansas City
- 135th Signal Network Company - Kansas City
- 1st Battalion, 138th Infantry Regiment - Sotto il controllo operativo della 39th Infantry Brigade Combat Team, Arkansas Army National Guard
  -  Headquarters & Headquarters Company - Jefferson Barracks
  -  Company A - Mexico
  -  Company B - Bridgeton
  -  Company C - Perryville
  -  Company D (Weapons) - Sikeston
  -  Company I (Forward Support), 39th Brigade Support Battalion - Poplar Bluff
  - Detachment 2, HHB, 1st Battalion, 206th Field Artillery Regiment - Jefferson Barracks
- 3rd Battalion, 138th Infantry Regiment - Sotto il controllo operativo della 72nd Infantry Brigade Combat Team, Texas Army National Guard
  -  Headquarters & Headquarters Company - Kansas City
  -  Company A - Booneville
  -  Company B - Lamar
  -  Company C - West Plains
  -  Company D (Weapons) - Clinton
  -  Company I (Forward Support), 536th Brigade Support Battalion - Jefferson City
- 1st Battalion, 129th Field Artillery (M-777), sotto il controllo operativo della 130th Field Artillery Brigade, Kansas Army National Guard
  -  Headquarters & Headquarters Battery - Maryville
  -  Battery A - Albany
  -  Battery B - Chillicothe
  -  Battery C - Independence
  -  1128th Forward Support Company - Marshall

### 70th Troop Command
- Headquarters and Headquarters Company - Jefferson Barracks
- 135th Army Band - Springfield
- 835th Combat Sustainment Support Battalion
  -  Headquarters and Headquarters Company - Jefferson City
  -  735th Quartermaster Company - De Soto
  -  835th Quartermaster Company (Field Service) (-) - Pierce City
    - Detachment 1 - Warrensburg
    - Detachment 2 - Festus

  -  1035th Support Maintenance Company - Bridgeton (Lambert)
  -  1221st Transportation Company (Medium Truck Cargo) - Dexter
  -  1138th Transportation Company (Medium Truck Cargo) - Lambert
  -  3175th Chemical Company (Smoke MX) - Bridgeton (Lambert)
- 229th Medical Battalion (Multifunctional)
  - Headquarters & Headquarters Detachment - Fulton
  -  205th Medical Company (Ground Ambulance) - Jefferson Barracks
  -  206th Area Support Medical Company - Springfield

### 1107th Theater Aviation Sustainment Maintenance Group
- Headquarters & Headquarters Company - Springfield AVCRAD
- Company A (Aviation Support) - Equipaggiato con UH-60A
- Company B (Ground Support)

### 35th Infantry Division
- Division Headquarters & Headquarters Battalion
  -  Headquarters & Support Company (-) - Kansas Army National Guard
    - Detachment 1 - Lexington

  - Company A (-) (Operations) - Kansas Army National Guard
    - Detachment 1 - St. Joseph

  -  Company B (-) (Intelligence & Sustainment) - Jefferson Barracks
    - Detachment 1 - Kansas Army National Guard
    - Detachment 2 - St.Joseph

  -  Company C (Signal) - St. Joseph

### Expeditionary Combat Aviation Brigade, 35th Infantry Division
- Aviation Support Facility #1 - Whiteman AFB
- Aviation Support Facility #2 - Fort Leonard Wood
- Aviation Support Facility #3 - Jefferson City
- Headquarters & Headquarters Company - Sedalia
- 1st Battalion, 135th Aviation Regiment (Assault Helicopter)
  -  Headquarters and Headquarters Company (-) - Whiteman Air Force Base
  -  Company A - Equipaggiato con 10 UH-60L 
  -  Company B - Fort Leonard Wood - Equipaggiato con 10 UH-60L 
  - Company C - Pennsylvania Army National Guard
  -  Company D (-) (AVUM)
  -  Company E (-) (Forward Support)
- 1st Battalion, 108th Aviation Regiment (Assault Helicopter) - Kansas Army National Guard
- 2nd Battalion, 211th Aviation Regiment (General Support) - Utah Army National Guard
- 1st Battalion, 376th Aviation Regiment (Security & Support) - Nebraska Army National Guard
  -  Company B (-) - Jefferson City - Equipaggiato con 4 UH-72A
- 935th Aviation Support Battalion
  -  Headquarters & Service Company - Springfield
  -  Company A (DISTRO) - Aurora
  - Company B (-) (AVIM) - Illinois Army National Guard
    - Detachment 1 - South Dakota Army National Guard
    - Detachment 2 - Georgia Army National Guard
    - Detachment 3 - Springfield

  -  Company C (Signal) - Sedalia
- Detachment 2, Company G (MEDEVAC), 3rd Battalion, 238th Aviation Regiment - Springfield AVCRAD - Equipaggiato con 6 HH-60 
  - Detachment 6, Company D, 3rd Battalion, 238th Aviation Regiment
  - Detachment 7, Company E, 3rd Battalion, 238th Aviation Regiment
- Detachment 2, Company C, 2nd Battalion, 245th Aviation Regiment (Fixed Wings) - Jefferson City - Equipaggiato con 1 C-12U
- Detachment 40, Operations Support Airlift Command

### 140th Regiment, Regional Training Institute
- Regional Training Site Maintenance - Fort Leonard Wood
- 1st Battalion (Engineer) - Fort Leonard Wood
- 2nd Battalion - Fort Leonard Wood